# Melvin Upton Jr.
Melvin Emanuel Upton (Norfolk, Virginia, 21 de agosto de 1984) es un beisbolista estadounidense. Juega para San Diego Padres y su posición habitual es jardinero central.

## Trayectoria
Debutó en 2004 con Tampa Bay Rays con un porcentaje de bateo de .258 en 45 juegos, siendo el más joven en estrenarse en la Liga Americana ese año (20). En 2007 obtuvo su mejor promedio de bateo en lo que va de su carrera con .300, y en 2008 fue el segundo mejor en la liga en robo de bases (44). Asimismo, este mismo año consiguió llegar con su equipo a la Serie Mundial frente Philadelphia Phillies. 